# Амелія ван Бюрен
Амелія ван Бюрен (англ. Amelia Van Buren; прибл. 1856 — 1942) — американська фотографиня-портретистка, учениця Томаса Ікінса. Була моделлю для його картини «Міс Амелія ван Бюрен», створеної прибл. 1891 року, яка вважається однією з його найкращих робіт.

## Академія образотворчого мистецтва Пенсільванії
Ван Бюрен народилася в Детройті, штат Мічиган. Обоє її батьків померли десь до 1884 року, коли вона вступила до Пенсільванської академії образотворчих мистецтв. :347–48 Вона виставляла свої роботи в Детройті ще принаймні за чотири роки до вступу в академію.

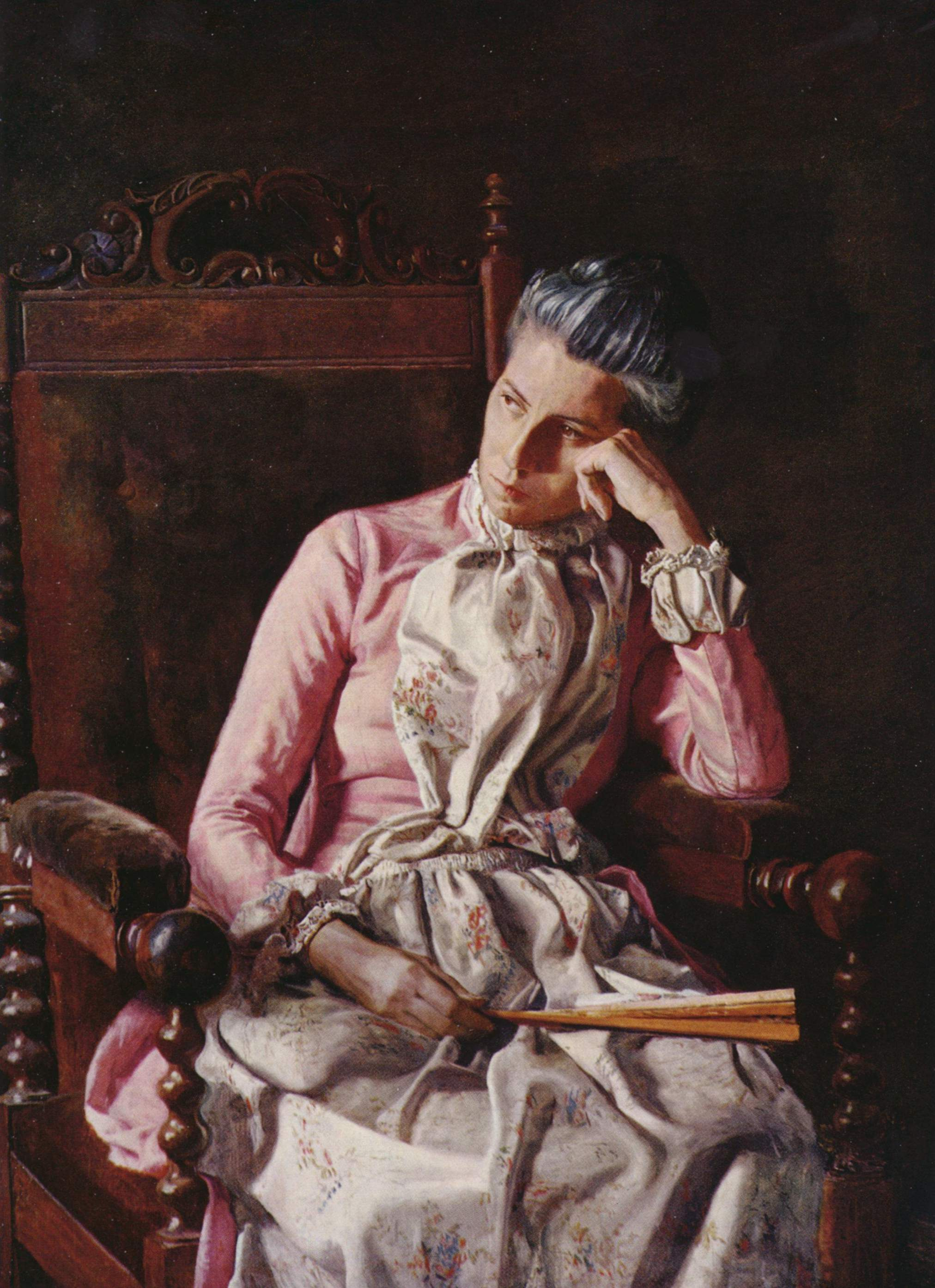
Міс Амелія ван Бюрен, Томас Ікінс, прибл. 1891

Її талант незабаром спонукав Томаса Ікінса навчати її особисто, включно зі суперечливими уроками за участі оголених моделей — як чоловіків, так і жінок. :127 У 1885–86 роках кілька колишніх студентів Ікінса (зокрема Томас Поллок Аншутц і Колін Кемпбелл Купер) змовилися звільнити Ікінса з Пенсильванської академії образотворчих мистецтв. Вони звернулися до Кураторського комітету академії та висунули численні звинувачення проти Ікінса. Вони стверджували, що Ікінс використовував студенток, у тому числі ван Бюрен, як оголених натурниць. Іншим палким звинуваченням було те, що ван Бюрен запитала Ікінса щодо рухів тазом, на що той зняв штани та продемонстрував ці рухи. Пізніше Томас Ікінс наполягав, що епізод був цілком професійним. :116 Від Комітету в Ікінса залишилось враження, ніби звинувачення висунула ван Бюрен, яка переїхала до Детройта задля лікування неврастенії. Однак це було не так, оскільки ван Бюрен дуже поважала Ікінса та в наступні роки захищала його при кожній нагоді, а також висловлювала гордість, що має в себе його твори. :323
Після одужання ван Бюрен повернулася до Філадельфії, де продовжила навчання під керівництвом Ікінса в Лізі студентів-художників Філадельфії. Ван Бюрен та Ікінс підтримували тісний контакт протягом кількох років. Через три-чотири роки після свого звільнення Ікінс написав портрет ван Бюрен під назвою «Міс Амелія ван Бюрен».

## Життя після академії
Існує мало інформації про життя та професійну кар'єру ван Бюрен після її навчання в академії. Відомо, що жодна з її картин не збереглася. :348
Вона вступила в бостонський шлюб з однокурсницею Євою Ватсон-Шютце. Разом вони відкрили студію та художню галерею в Атлантик-Сіті, штат Нью-Джерсі, але ван Бюрен не любила йти на компроміси у своєму відчутті естетики задля продажів картин, тому замість цього вона звернулася до фотографії. Обидві жінки були визнані досвідченими художницями та 1899 року разом виставлялися в Camera Club of Pittsburgh, а ван Бюрен була відома своїми портретами, оголосивши, що її мета — створити портрети, «які стоятимуть нарівні з портретами [художників] Сарджента, Воттса та інших майстрів».
Відомо, що до 1900 року, коли ван Бюрен надіслала кілька фотографій Френсіс Бенджамін Джонстон, повернулася до Детройта. Вона мала свій портрет, — ймовірно подарунок від самого художника, — який продала 1927 року меморіальній галереї Філіпса. На той час вона жила в Північній Кароліні.
На початку 1930-х років Ллойд Ґудріч, який писав першу повноцінну біографію Ікінса, надіслав листа ван Бюрен. Однак вона відповіла, що не має особливих спогадів про Ікінса. :348 Останні роки життя Амелія ван Бюрен провела в колонії художників у Тріоні, штат Північна Кароліна, де й померла 1942 року. :422

## Роботи Амелії ван Бюрен

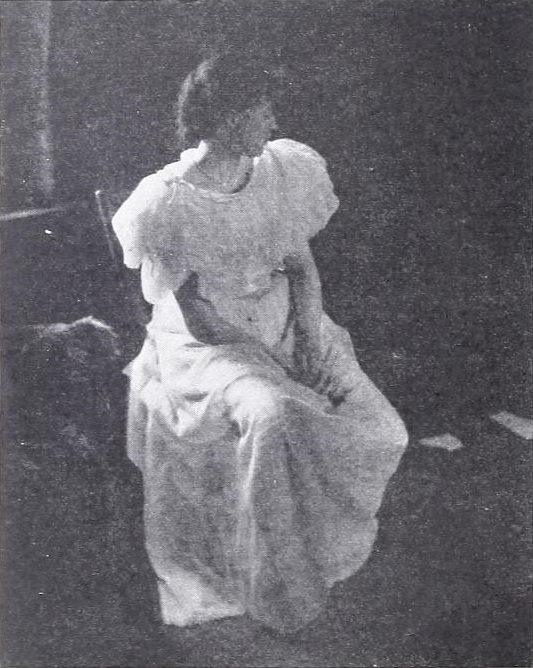
Портрет жінки в сукні, прибл. 1900
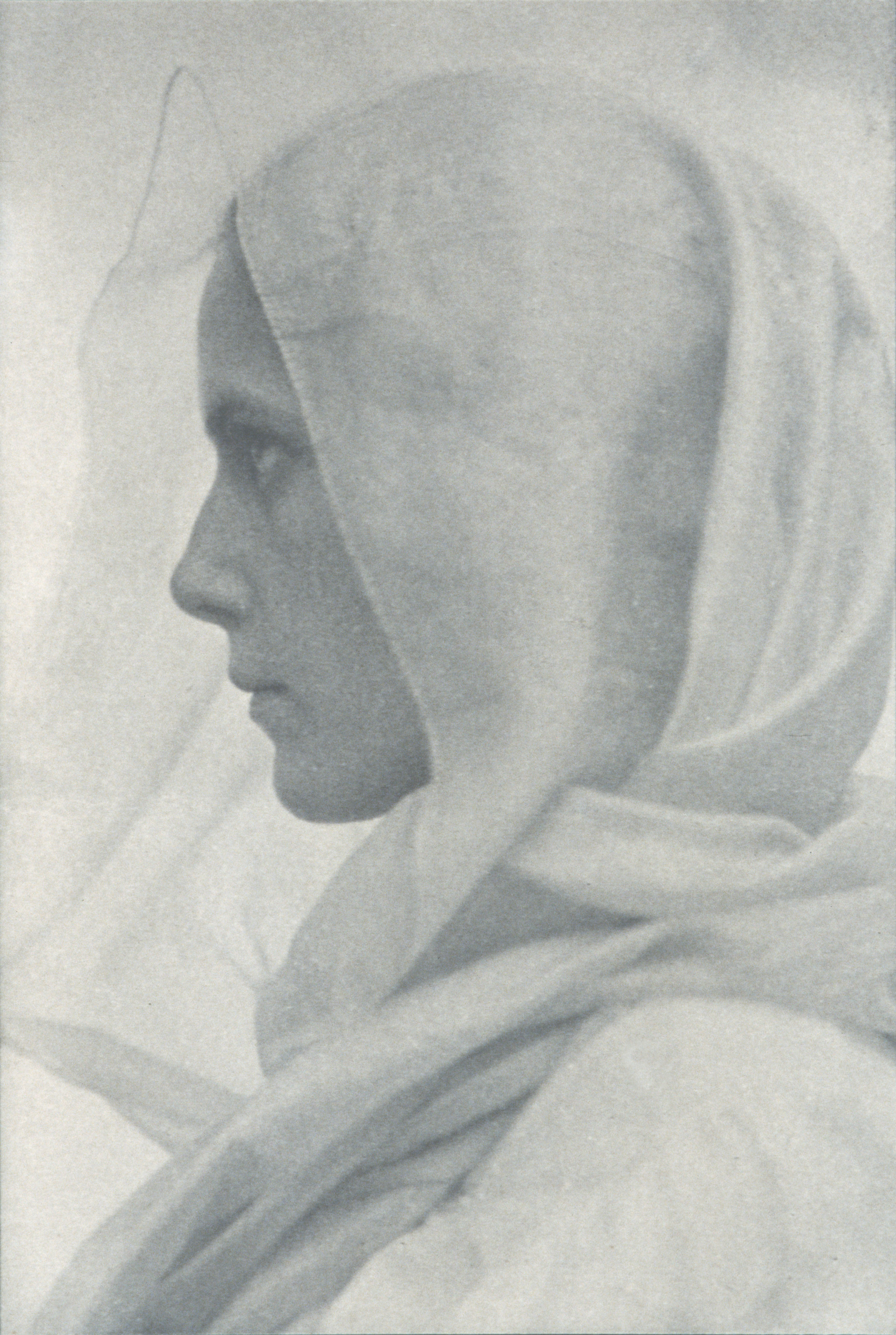
Дослідження голови, прибл. 1900
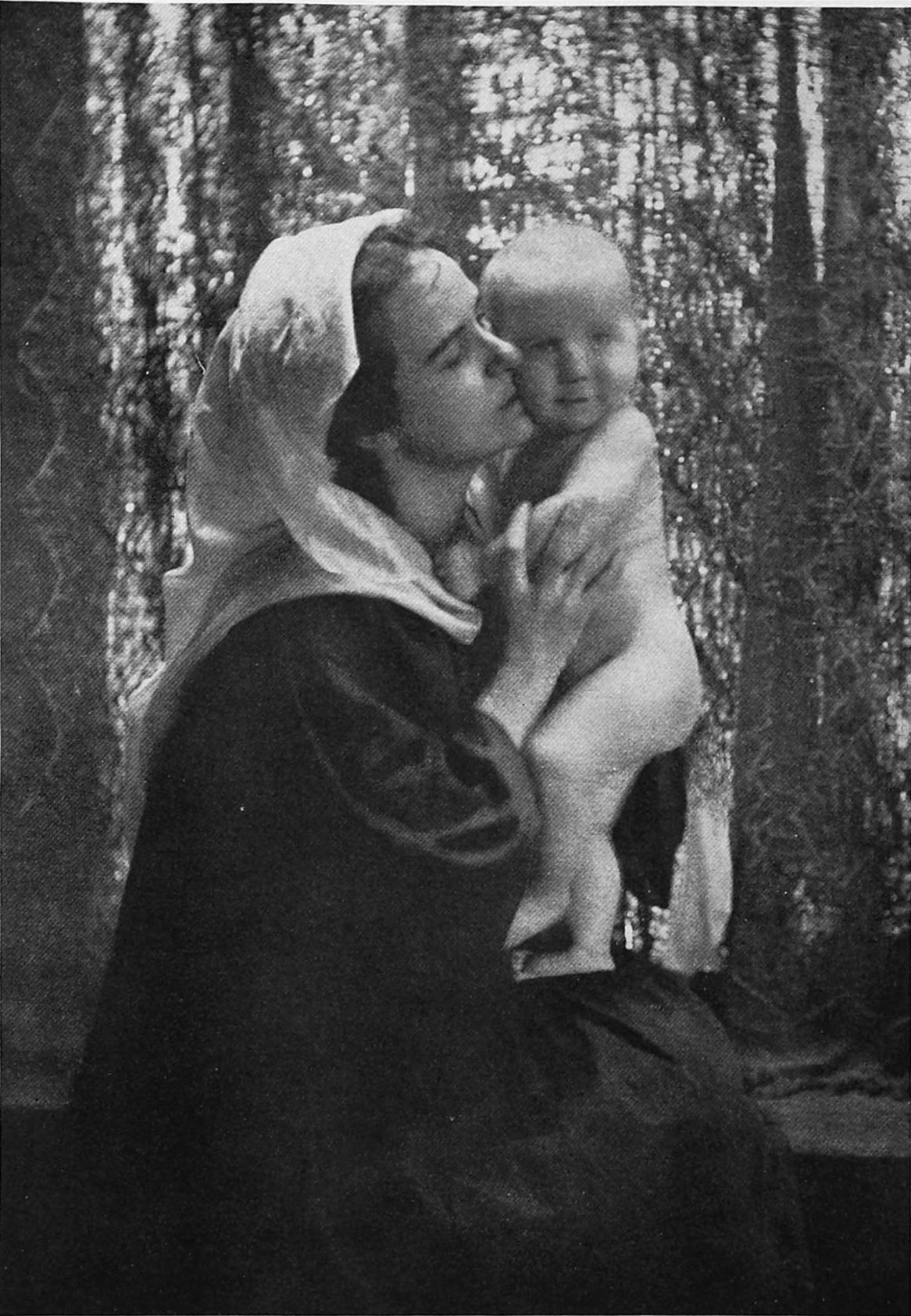
Мати і дитя, прибл. 1901
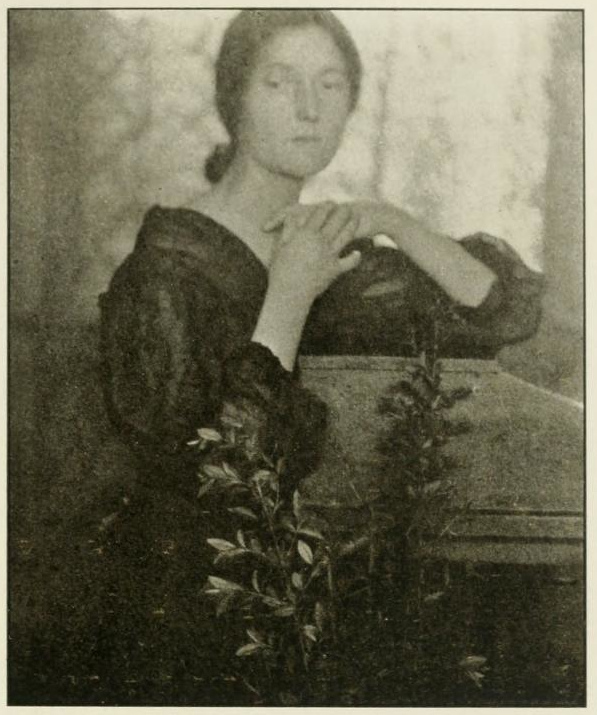
Ізабелла, прибл. 1903